# 安妮克·盧卡斯
安妮克·盧卡斯（Anneke Lucas，1963年—），出生於比利時，是一名兒童性販賣的倖存者，現為美國非營利組織「解放監獄瑜珈」（Liberation Prison Yoga）的創始人。

## 生平
據盧卡斯說，1969年，年僅6歲的她被賣給了比利時的一個菁英戀童癖網絡，在接下來的五年半當中，她每週被性侵大約6個小時，總計被性侵大約1700多個小時；在她11歲那年差點被殺害，但最終由於該網絡的一名內部人士促成了一項釋放她的交易，而得以脫身。
在1980年代，盧卡斯時離開了比利時，先後移居倫敦、巴黎和洛杉磯，最終在紐約市定居。
2014年9月，盧卡斯成立了非營利組織「解放監獄瑜珈」（Liberation Prison Yoga），在監獄開設瑜珈課程。
2017年，盧卡斯發起了線上請願，呼籲紐約州應效法康乃狄克州的一項開創性法案——即在每個酒店大堂張貼關於人口販賣的資訊（包括有關部門的電話號碼）；在該請願獲得超過 54000個簽名後，盧卡斯便與紐約州眾議員艾美‧寶琳合作，後者起草並隨之提出相關法案。

## 外部連結
- 官方网站 （英文）